# 1146
1146 (MCXLVI) var ett normalår som började en tisdag i den julianska kalendern.

## Händelser

### Okänt datum
- Den danske kungen Erik Lamm abdikerar frivilligt och går i kloster, då han har drabbats av sjukdom (han avlider några månader senare). Därmed utbryter en maktkamp om den danska tronen, då Eriks kusin Knut utropas till dansk kung på Jylland, dennes syssling Sven utropas till kung på Själland och ytterligare en av Eriks kusiner vid namn Valdemar utropas till kung på södra Jylland. Kampen om den danska kungamakten mellan dessa tre kommer att pågå till 1157.
- Byggandet av Notre-Dame-katedralen i Tournai påbörjas.
- Abd-ul-mumin erövrar Marocko.
- Igor II blir furste av Kievriket.
- Iziaslav II blir furste av Kievriket.
- Johannes V blir koptisk-ortodox påve och patriark av Alexandria.
- Klostret Villers grundas.
- Staden Brjansk nämns för första gången i skrift.
- Vendiska korståget.

## Födda
- William Marshal, earl av Pembroke.

## Avlidna
- 1 augusti – Vsevolod II, storfurste av Kiev
- 27 augusti – Erik Lamm, kung av Danmark 1137–1146
- 14 september – Zangi av Mosul, guvernör av Aleppo
- Adam av S:t Victor, teolog, kanik och psalmförfattare
- Ermengarde av Anjou, hertiginna av Akvitanien och hertiginna och regent av Bretagne.